# Cathédrale de Hereford
La cathédrale de Hereford est un édifice religieux anglican situé à Hereford dans le Herefordshire, en Angleterre. Elle est le siège de l'évêque de Hereford. Son trésor le plus fameux est la Mappa Mundi, carte médiévale du XIIIe siècle.
L'édifice est, pour l'essentiel, du XIIe siècle. La tour imposante à la croisée du transept est un ajout du XIVe siècle.

## Histoire
Offa de Mercie, roi de Mercie fait décapiter Aethelberht II (monarque de l'Est-Anglie) en 792. L'exécution a lieu près de Hereford. Un moine pieux ramène la dépouille sur le futur site de la cathédrale. Il est dit que des miracles surviennent près de la tombe d'Aetherlberht. Milfrid, un noble de Mercie, fait construire au siècle suivant une église dédiée au Saint Roi.
Au cours des siècles cette église, quoique non détruite, subit des dommages importants. L'église reste à l'état de ruine jusqu'en 1079. Robert de Lorraine décide alors sa reconstruction, qui commence entre 1107 et 1115 (sous l'impulsion de l'évêque Reynelm) et est achevée en 1148.
Au début du XIVe siècle débute la reconstruction de la tour centrale, embellie d'ornement floraux.
Durant la Première Révolution anglaise, Hereford est assiégée, et l'église subit des dommages considérables, qui n'ont jamais pu être réparés. En 1786, la tour ouest s'effondre. James Wyatt, appelé pour les réparations, effectue des modifications architecturales controversées.
Des travaux de restauration (initiés par Dean Merewether) sont entrepris en 1841. Les plus importants concernent la nef et la « chapelle des femmes ». Le front ouest est restauré par John Oldrid Scott durant la période 1902-1908. Les altérations faites par James Wyatt, considérées comme des « folies », sont reprises et remplacées par une façade ornée en commémoration de la reine Victoria.

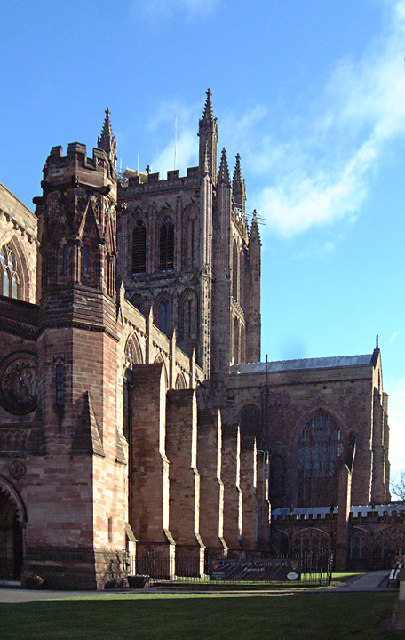
Cathédrale d'Hereford
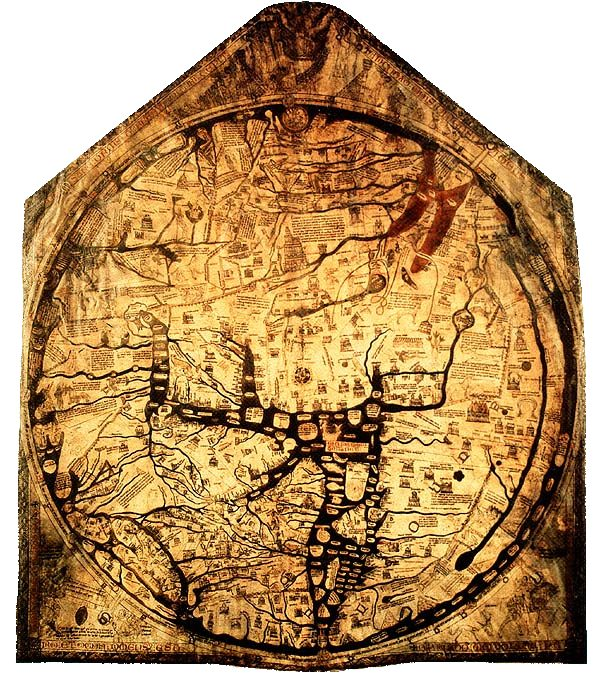
La Mappa Mundi
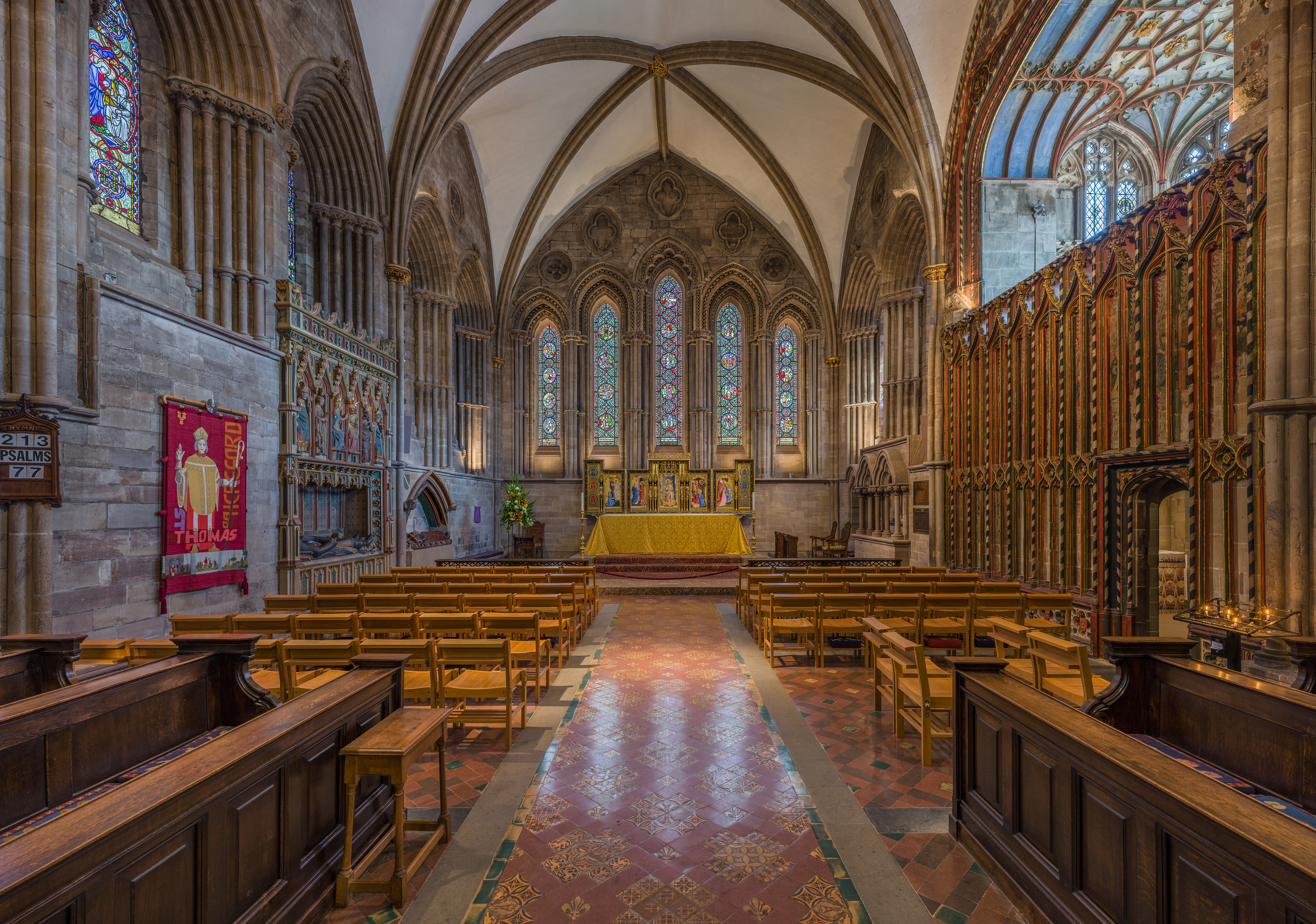
La chapelle des femmes. Photo juillet 2014.

## Mappa Mundi
Située dans l'aile du chœur nord, la Mappa Mundi est une carte du monde médiéval datant du XIIIe siècle attribué à Richard d'Haldingham et Lafford, mesurant 165 cm sur 135 cm. Elle est centrée sur Jérusalem.

## Sources
- (en) Cet article est partiellement ou en totalité issu de l’article de Wikipédia en anglais intitulé « Hereford Cathedral » (voir la liste des auteurs).